# Dashboard Confessional
Dashboard Confessional es un grupo de música de origen estadounidense, liderado por el músico-compositor y guitarrista Chris Carrabba originario de Boca Ratón, Florida.  Ganaron el premio de MTV2 en los Video Music Awards de 2002 por su canción Screaming Infidelities y participaron en la banda sonora de Jennifer's Body con su canción Finishing School.

## Historia
Christopher Carrabba recibió su primera guitarra a la edad de 15 años de edad, en aquel entonces Chris no estaba muy interesado en la música y buscaba otras formas de expresión.
Cuando Chris terminó el bachillerato decidió enseriarse en la música y empezó a tocar con una banda llamada The Vacant Andys. Después de pasar varios años con ellos Carrabba decide empezar a tocar con otro grupo llamado Further Seems Forever, pero el muchacho de Florida ya estaba haciendo música por su cuenta usando su guitarra acústica. Cuando estaba en el estudio con la banda le preguntó al productor del grupo si podía usar el tiempo de estudio restante para grabar un casete de su proyecto paralelo, pero que esta grabación era para su familia, especialmente para su hermana.
Fue así como en 1999 nace Dashboard Confessional como un proyecto solista-paralelo de Chris Carrabba, en el cual Chris tocaba la guitarra, cantaba,bailaba y escribía todas las canciones.
Chris Carrabba grabó un par de casetes y le entregó uno a su hermana y otro a su mejor amiga, Amy Fleisher, quien trabajaba para Fiddler Records. Amy decide hacer un par de copias para unos amigos y así se fueron propagando las grabaciones de Carrabba. Justamente porque fue grabada para que pocas personas lo escucharan, la música tenía un toque muy personal y esto le daba a Carrabba una apariencia de ser humano y no de estrella del rock.
Chris no quería que la banda llevara su nombre, aunque él fuese el único integrante así que mientras tocaba una de sus canciones, "The Sharp Hint of New Tears", se le ocurrió el nombre Dashboard Confessional. El quería que la gente cantara junto a él en los conciertos y fuesen parte del show.
Dashboard Confessional empieza a abrirse paso tocando en varias plazas y saca con Drive-Thru Records su primer disco The Swiss Army Romance. En este disco se puede apreciar a un Dashboard totalmente acústico y con un Carrabba solamente ayudado en los coros por Jolie Lindholm. Carrabba hace sólo este disco con esa discográfica y firma por Vagrant con la que se mantiene como artista hasta la fecha. Con esta discográfica saca The Places You Have Come To Fear The Most y consigue llevar el disco al puesto número 5 de la lista de ventas estadounidense, Billboard. En esta producción Dashboard incluye dos temas ya editados en Swiss Army Romance, uno de ellos fue "Screaming Infidelities" que se convirtió en un himno para los estudiantes de colegios y universidades, uno de los públicos más fuertes de Dashboard Confessional.
El 15 de julio de 2003 la agrupación, sacó al mercado su tercer larga duración titulado A Mark, A Mission, A Brand, A Scar, disco de donde se saca el sencillo "Hands Down". Dashboard tiene un sonido particular y en el que se siguen imponiendo las impresionantes letras de Chris Carrabba que las escribe con todo el sentimiento lo que le ha llevado a componer bandas sonoras para películas como Spider-Man 2 y Jennyfer's Body.

## Miembros
- John Lefler: Guitarra
- Scott Shoenbeck: Bajo
- Chris Kamrada: Batería
- Christopher Carrabba: Guitarra, voz y coros

## Discografía

### Álbumes
| Año  | Título                                    | Posición en Listas | Posición en Listas | Posición en Listas | Posición en Listas | Posición en Listas | Certificación RIAA |
| Año  | Título                                    | Hot 200            | Heat               | Indep              | Inter              | CAN                | Certificación RIAA |
| ---- | ----------------------------------------- | ------------------ | ------------------ | ------------------ | ------------------ | ------------------ | ------------------ |
| 2000 | The Swiss Army Romance                    | -                  | 39                 | -                  | -                  | -                  | –                  |
| 2001 | The Places You Have Come to Fear the Most | 108                | 1                  | 5                  | -                  | -                  | Gold               |
| 2002 | MTV Unplugged 2.0                         | 111                | 1                  | 1                  | 126                | -                  | Platinum           |
| 2003 | A Mark, a Mission, a Brand, a Scar        | 2                  | -                  | 1                  | 2                  | -                  | Gold               |
| 2006 | Dusk and Summer                           | 2                  | -                  | -                  | 2                  | 6                  | Gold               |
| 2007 | The Shade of Poison Trees                 | 18                 | -                  | 1                  | -                  | -                  | 200.000 copias     |
| 2009 | Alter The Ending                          | -                  | -                  | -                  | -                  | -                  | -                  |
| 2018 | Crooked Shadows                           | -                  | -                  | -                  | -                  | -                  | -                  |
| 2022 | All the Truth That I Can Tell             | -                  | -                  | -                  | -                  | -                  | -                  |

### Sencillos
| Año  | Título                   | Posición en Chart | Posición en Chart | Posición en Chart | Posición en Chart | Posición en Chart | Posición en Chart | Posición en Chart | Álbum                                     |
| Año  | Título                   | Hot 100           | Pop 100           | MRT               | WJ20              | WMR30             | WS20              | UK                | Álbum                                     |
| ---- | ------------------------ | ----------------- | ----------------- | ----------------- | ----------------- | ----------------- | ----------------- | ----------------- | ----------------------------------------- |
| 2002 | "Screaming Infidelities" | -                 | -                 | 22                | -                 | -                 | -                 | -                 | The Swiss Army Romance                    |
| 2002 | "The Brillant Dance"     | -                 | -                 | -                 | 14                | -                 | -                 | -                 | The Places You Have Come to Fear the Most |
| 2003 | "Hands Down"             | -                 | -                 | 8                 | 3                 | 11                | -                 | 60                | A Mark, a Mission, a Brand, a Scar        |
| 2004 | "Rapid Hope Loss"        | -                 | -                 | 37                | -                 | -                 | -                 | 75                | A Mark, a Mission, a Brand, a Scar        |
| 2004 | "As Lovers Go"           | -                 | -                 | -                 | -                 | -                 | 11                | -                 | A Mark, a Mission, a Brand, a Scar        |
| 2004 | "Vindicated"             | 103               | -                 | 2                 | -                 | -                 | -                 | -                 | Spider-Man 2 soundtrack                   |
| 2006 | "Don't Wait"             | 80                | 64                | 17                | -                 | -                 | -                 | 68                | Dusk and Summer                           |